# 광주 단층
광주 단층(光州 斷層, Gwangju Fault)은 대한민국 내 옥천 습곡대 남동부, 전북특별자치도 진안군 진안 분지 북부에서 시작하여 용담호와 광주광역시, 영암군 등을 지나 전라남도 해남군 화산면 평호리 해안까지 연장되는 북동-남서 방향의 주향 이동 단층이다. 전주 단층과 순창 단층 사이에 위치한다.

## 개요
광주 단층은 백광호 외(1979)에 의해 최초로 명명되었으며 진안 분지에서 시작하여 장성군을 지나 무안군까지 약 70 km 연장된다. 무안군에서 목포시까지는 호남전단대의 일부인 광주전단대와 평행하게 발달한다. 
활성단층지도 및 지진위험 지도 제작 보고서(2012)에 의하면, 광주 단층은 진안 분지의 동쪽 경계에서 능주 분지의 서쪽 경계를 지나 해남군 현산면 평호리 해변까지 연장된다. 광주 단층의 최북단은 중생대 백악기의 퇴적 분지 진안 분지이며 진안군 진안읍 이북에서는 영남 육괴 기반암과 진안 분지 퇴적암의 경계를 형성하는 단층이 관찰된다. 전주 단층은 진안 분지 북서쪽 끝에서 시작되나, 진안 분지 최북단에서 광주 단층과 인접하며 용담호를 지나가면서 옥천대의 경계 단층에 수렴한다. 광주 단층은 모두 20여 조의 분절(Segment) 단층들로 구성되며 연속성이 상당히 결여되어 있다.

### 활동 시기
광주 단층은 그 남북단이 모두 화강암에 의해 절단되며, 광주 단층의 생성은 대보 조산운동과 밀접한 관계를 갖고 후기 백악기에 그 활동이 종료된 것으로 추정된다. 신흥 지질도폭(1982)에서는 주변 암석(백양사 화산암, 내장사 화산암)과의 상호관계에서 광주 단층의 단층활동 시기를 79 Ma 이후, 75 Ma 이전으로 추정하여 백악기 말로 한정하였다.

### 호남전단대
광주 단층대는 좌수향 주향 이동 운동 이전에 광역적인 우수향 연성 전단작용을 겪은 것으로 보고되었으며, 이를 호남전단대(湖南剪斷帶, Honam Shear Zone, HSZ)라 지칭한다. 호남전단대는 북동-남서 방향으로 발달하는 연성 전단대로서 북쪽에서부터 예천전단대, 순창전단대, 광주전단대, 전주전단대, 영광전단대로 구성되며 영남 육괴의 선캄브리아기 암석 및 대보 화강암을 변형시킨다. 호남전단대는 경상북도 영주시에서 전라남도 목포시까지 100 km 폭으로 400 km 연장되며, 야나이 슈이치 외(1985)에 의해 처음으로 정의되었다.

### 순창/화순 단층
전북특별자치도 무주군에서 전라남도 해남군 땅끝마을까지 이어지는 이 단층은 2개로 나누어져 있어 북쪽은 순창 단층, 남쪽은 화순 단층으로 지칭한다. 각 단층의 연장은 100 km에 달하며 광주 단층 바로 오른쪽에 자리잡고 있다.

## 광주 단층의 자취 (단층의 노두)

### 무주군 기곡리 지점
전북특별자치도 무주군 설천면 기곡리 산28번지 지점(북위 36° 01′ 36.35″ 동경 127° 42′ 44.48″ / 북위 36.0267639°  동경 127.7123556° )의 화강암에 발달한 단층 노두는 광주 단층의 북단 연장부이며 2012년 5월 11일 발생한 규모 3.9 지진의 진앙지로부터 북동 방향에 위치하고 있다. 단층의 주향과 경사는 북동 50°및 남동 85°이다. 단층대에는 5~10 cm 폭의 미고결된 파쇄대와 고구마 모양의 단층비지(최대폭 8 cm)가 발달한다.

### 진안군 호계리 지점
전북특별자치도 진안군 용담면 호계리 지점(북위 35° 55′ 48.66″ 동경 127° 27′ 42.89″ / 북위 35.9301833°  동경 127.4619139° ) 지점의 노두는 편마암과 화강암이 혼합된 혼성암(미그마타이트) 중 화강암 부분에 발달하며, 단층면의 주향은 북동 20°, 경사는 남동 65° 이고 녹회색의 단층비지대가 0.5~6 cm 폭으로 발달한다. ESR 연대측정 결과 420±45 ka로 측정되어 이 단층은 제4기에 활동한 활성단층이다.

### 진안 분지
진안 분지(鎭安 盆地, Jinan Basin)는 대한민국 전북특별자치도 내 마이산과 진안군 부귀면, 마령면, 완주군 상관면, 임실군 관촌면, 신덕면, 운암면에 걸쳐 있는 중생대 백악기의 육성 퇴적 분지로, 중생대 백악기의 육성 퇴적암 지층 진안층군(鎭安層群, Jinan Group)과 이를 관입 및 분출한 화산암으로 구성된다. 진안 분지는 북동-남서 방향의 주향 이동 단층의 우수향 전단운동에 따른 인장에 의해 형성된 주향이동 분지이다. 진안 분지의 규모는 길이 32 km, 폭 18 km 규모에 면적은 약 580 km2이다.
진안 분지는 한반도 백악기에 형성된 인리형 분지들 중의 하나이며 영동 단층-광주 단층대를 따라 나타난다. 광주 단층은 진안 분지의 북동쪽 끝에서 시작해 동쪽 경계를 이루고 있으며, 전주 단층은 북서쪽 경계를 형성한다. 진안 분지의 북쪽 경계를 형성하는 단층은 남쪽으로 광주 단층으로 이어지며, 황재하와 최범영(2012)은 진안 분지의 응력축 방향이 경상 분지에 비해 반시계 방향으로 미세하게 회전한 것이 진안 분지의 경계 단층의 운동에 의한 지괴의 회전에 의한 결과일 가능성을 제시하였다.

### 장성군
신흥 지질도폭(1982)에서는 광주 단층이 장성읍과 장성호 지역에서 황룡강을 따라 발달하는데, 장성댐 건설 공사 당시 황룡강 하상을 조사한 결과 광주 단층은 여러 개의 단층들이 단층대를 형성하며 이들 단층대에는 특징적으로 방해석 세맥들이 발달한다. 그 주향은 북동 30° 방향이다. 광주 단층은 백양사 화산암류를 절단하고 내장사 화산암류에 덮혀 있다. 장성군 장성읍 야은리에서는 광주 단층으로부터 북동 방향의 대악 단층이 분리되어 장성군 북하면 대악리를 지나 성암리까지 연장된다. 영광 지질도폭(1985)에서는 북동-남서 방향의 압쇄대(광주 단층)로부터 분기된 것으로 추정되는 폭 2~3 km 정도의 압쇄대가 서쪽으로 휘어지며 전주전단대를 우수향으로 수평 이동시킨다. 북동-남서 방향의 전단대인 광주 단층은 장성군 동화면 구룡리와 광주광역시 광산구 덕림동 등을 지나며 석영압쇄암으로 구성된 단층 각력암이 발달하며 백악기 층회암과 안산암을 절단하여 백악기의 천부(淺部)에서의 취성 변형을 지시한다. 전단대를 따라 발달하는 쥐라기 반상 흑운모 화강암은 압쇄되어 압쇄엽리를 형성하며 단층 남동부의 반상 화강편마암 역시 주향 북동 40°, 경사 남동 80° 방향의 압쇄엽리가 발달하고 광주광역시 광산구 덕림동 지역에서는 단층 작용에 의해 각력화되어 있다.
이기화 외(1988)는 전라남도 장성군 지역에서 광주 단층이 폭 1.5 km 정도인 광주전단대를 따라 발달하는 것을 발견하였으며, 중력과 지자기 탐사를 실시하여 광주 단층이 단층 북서부의 쥐라기 화강암과 남동부의 선캄브리아기 편마암 지대의 경계를 형성하는 것으로 보고하였다. 또한 광주 단층과 관련된 현저한 지진 활동을 발견하지 못하였으며, 광주 단층이 활성단층인 증거도 찾을 수 없었다.

### 전주전단대 또는 광주전단대
장성군 서부 삼계면 지역에서는 호남전단대의 일부인 전주전단대, 영광전단대, 광주전단대가 교차한다. 전주전단대라는 명칭에는 이견이 있는데, 1:25만 목포 지질도폭(2002)에서는 광주 단층과 연관된 전단대를 전주전단대로 보았지만, 전주전단대는 더 서쪽에 있는 영광전단대로 이어지고 광주 단층과 연관된 전단대는 광주전단대라는 주장이 있다. 이는 장성-영광 지역에 폭이 10 km 넘게 발달하는 전단대를 전주전단대의 연장으로 볼 것인지, 장성과 영광 쪽의 전단대를 각각 광주전단대와 전주전단대로 나누어 볼 것인지에 대한 해석의 차이에 기인하며, 1:5만 목포 지질도폭(2014)에서는 기 발간된 지질도폭을 따라 장성-목포 지역의 광주 단층을 따라가는 전단대를 전주전단대로 보았다. 장성군부터 목포시까지는 연성 전단대인 광주전단대(전주전단대)가 취성 단층인 광주 단층과 나란히 발달하는데 이는 지하 심부에서 발달한 연성전단대가 지표에 노출되면서 취성 단층이 연성 전단대의 약대(弱帶)를 따라 발달한 것으로 해석된다.
전라남도 장성군~목포시 지역에서 광주 단층과 평행하게 발달하는 광주전단대/전주전단대는 장성군 장성읍에서 동화면, 함평군 월야면, 나산면, 함평읍, 무안군 무안읍, 청계면, 신안군 압해읍 장감리, 목포시 율도, 외달도를 지나 화원반도 서부를 지난다. 광주 단층은 전주전단대/광주전단대가 형성된 후 전단대 동쪽 경계부를 따라 발달하였다.

### 함평 분지
광주 단층은 전라남도 함평군 함평 분지 지역에서, 광주전단대와 평행하게 북동 30° 방향으로 발달하며 백악기 함평 분지의 서측 경계를 형성한다. 나주 지질도폭(1990)에 의하면 함평군 나산면 용두리와 함평읍 수호리 지역에서는 쥐라기 흑운모 화강암이 편암을 방불케 할 정도로 심하게 압쇄되어 연성 변형을 받아 주향 북동 30°, 경사 북서 65° 방향의 압쇄엽리가 형성되어 있다. 전단대의 두께는 1.5 km 정도이며 이동 방향은 우수향 주향이동이다. 이후 백악기 말에 함평군 나산면 지역에서 취성 변형 작용이 일어나 이 일대에 뚜렷한 선상구조(lineament)를 형성하며 함평군 나산면 수상리 북부 지역에서는 단층에 의해 함평 분지의 백악기 지층의 주향이 북북서에서 서북서로 급격히 휘어져 좌수향 주향이동 운동을 지시한다. 최범영 외(1992)는 함평 분지 북부 함평군 나산면 지역에서 백악기 지층의 끌림 현상을 분석하여, 광주 단층은 남동쪽으로 80° 경사져 있고 이 지역에서 광주 단층은 마지막에 좌수향 주향 이동 운동을 했던 것으로 분석하였다.
기원서 외(2005)는 기존에 있던 연성 전단대인 광주전단대가 백악기 말 남-북 방향의 압축응력 하에서 약간의 정단층 성분을 수반한 좌수향 주향 이동 단층으로 재활성되어, 함평 분지의 형성을 주도한 경계 단층으로 진화한 것으로 보았다.

### 무안군~해남군
무안 지질도폭(1971)에서는 무안군 무안읍~청계면 지역에서 변성퇴적암과 유문암의 경계가 자를 대고 그은 것 같은 북동-남서 방향의 일직선이라 하여 이 선을 따라 가상 단층을 설정하였다. 변성퇴적암은 석영-견운모편암으로 석영이 매우 신장(elongation)되어 안구상(augen)으로 발달한다. 권병두 외(1993)는 전라남도 무안군 무안읍과 해남군 화원면에서 광주 단층에 대한 중력 탐사를 실시하여, 단층이 남동쪽으로 약 70~80° 정도 경사하며 두 지역 모두 단층 북서쪽 부분이 각각 150~200 m 정도 상향 운동을 한 정단층의 형태를 보인다고 보고하였다. 단층의 운동 시기는 무안군은 백악기 이후, 해남군은 쥐라기 이후로 추정하였다.
목포 지질도폭(2014)에서는 장성에서 목포까지 광주 단층을 따라 발달하는 전단대를 전주전단대로 보았다. 전주전단대(광주전단대)는 무안군 청계면에서 황해바다로 들어갔다가 신안군 압해읍 장감리, 목포시 율도, 외달도를 지나 화원반도 서부로 이어진다. 화원반도 북서부 해남군 화원면 매월리 월래마을 부근 해안 돌출부에서 전단대의 노두가 있는데, 이곳에서 전단대는 전단 작용을 받지 않은 화강암에 관입당했고 다시 유문암과 염기성 암맥에 관입당했다. 해안가를 따라 반상 화강섬록암 내에 발달하는 전단대는 우수향 주향이동의 특성을 보인다. 각섬석 화강암 압쇄암의 연대는 170 Ma (쥐라기 중기), 압쇄암을 관입한 화강암의 연대는 94 Ma (백악기 후기 세노마눔절)이다.
목포시~화원반도 지역에서 광주 단층은 백악기 퇴적암에 덮여 인지하기 어렵다. 광주 단층은 해남군 화원면 화봉리 화봉방조제를 지나며, 화봉방조제 북서쪽 우백질 화강암(176.3 Ma) 내에 주향 북서 13°, 경사 남서 84° 방향의 소규모 단층이 발달한다. 해남군 화원면 인지리의 채석장에서 일성산층과 인지리층을 접하게 하는 인지리 단층이 발견되었는데, 이 단층은 북북서로 연장되어 화원면 인지리 장수마을에서 광주 단층과 만나는 것으로 추정된다.

## 관련 기사
<국내 활성단층 450개 넘어…한반도는 '단층의 나라'> 뉴스원, 2016.9.23 - "수도권에는 추가령 단층이 대표적이며 충청지역에는 공주·예산·홍성·의당 단층, 호남지역에는 정읍·전주·순창-광주·비봉단층 등이 있는 것으로 조사됐다."
<전북지역 내 지진 활성단층 3곳 확인> 전북도민일보, 2017년 12월 26일 - "전북도는 도내 주요 단층대를 조사한 결과 진안 용담, 완주 비봉, 완주 구이 등 3개 지점에서 활성단층이 확인됐다고 26일 밝혔다."
<활성단층이란? 원전 인근에도 활성단층 존재…위험천만> 매일신문, 2016년 9월 24일 - 기사 본문에 '2012년 10월 한국지질자원연구원이 작성한 '활성단층지도 및 지진위험지도 제작' 보고서에 따르면 (중략) 호남지역에는 정읍·전주·순창-광주·비봉단층 등이 있는 것으로 조사됐다.'라며 이 단층이 언급되어 있다.
[뒤끝뉴스] 국민이 과학을 불신하는 이유 한국일보, 2016년 9월 26일자 - "지진의 원인이 되는 활성단층을 연구한 보고서가 2009년 이미 있었다는 사실이 알려지면서...보고서 요약문 중 ‘주요 연구성과’를 기술한 부분에는 ‘추가령 단층, 왕숙천 단층, 광주 단층, 전주 단층, 정읍 단층, 의당 단층, 공주 단층, 십자가 단층 등이 활성단층임을 규명’했다고 씌어 있다. "

## 같이 보기
- 한국의 단층
- 전주 단층